# 惠王 (馬韓)
韓寔（？—？），是三韓之馬韓的君主，第4代王。在位於前157年至前144年，諡號惠王（韓語：혜왕），名韓寔（韓語：한식）。